# Ritz (Kino)
Das Ritz Kino war ein Lichtspieltheater in Osnabrück, das von 1950 bis 1971 bestand. Es galt als eines der modernsten und repräsentativsten Kinos der Stadt und prägte über zwei Jahrzehnte das kulturelle Leben Osnabrücks.

## Geschichte

### Entstehung und Eröffnung
Nach dem Ende des Zweiten Weltkriegs lag Osnabrück, wie viele deutsche Städte, in Trümmern. Trotz der Zerstörungen bestand ein großes Bedürfnis der Bevölkerung nach kultureller Unterhaltung. In dieser Zeit entschloss sich der erfahrene Kinobetreiber Josef Struchtrup, ein neues Kino zu errichten. Struchtrup hatte zuvor das von der britischen Besatzungsmacht betriebene "Ritz Cinema" geleitet und übernahm dessen Namen für sein neues Projekt.
Gemeinsam mit dem Architekten Fritz Stahlenburg plante Struchtrup das Kino auf einem Trümmergrundstück an der Ecke Lotter Straße/Bergstraße. Trotz der schwierigen Nachkriegsbedingungen wurde das Gebäude innerhalb von nur fünf Monaten fertiggestellt. Am 13. Januar 1950 fand die feierliche Eröffnung statt. Die Eröffnungsvorstellung zeigte den britischen Ballettfilm Die roten Schuhe (1948) unter musikalischer Begleitung des Osnabrücker Symphonieorchesters, das die Ouvertüre zu Oberon von Carl Maria von Weber spielte.

### Architektur und Ausstattung
Das Ritz Kino wurde als eines der modernsten Filmtheater seiner Zeit konzipiert. Die Presse sprach bei der Eröffnung vom modernsten Kino Westdeutschlands und beschrieb es als "Lichtspielhaus von ausgesprochenem Großstadtformat". Der Saal bot Platz für etwa 1000 Zuschauer.  
Besonderes Augenmerk wurde auf die technische Ausstattung gelegt. Das Kino verfügte über moderne Projektoren und eine hochwertige Tonanlage. Die Bühne vor der Leinwand ermöglichte zudem Live-Auftritte und besondere Veranstaltungen.

## Bedeutung und Filmprogramm
Das Ritz Kino etablierte sich schnell als eines der führenden Lichtspielhäuser Osnabrücks. Besonders bekannt wurde das Kino für die Premiere des Films Die Sünderin (1951) mit Hildegard Knef, der aufgrund seiner freizügigen Szenen bundesweit für Diskussionen sorgte.
Neben Filmvorführungen fanden im Ritz auch Premierenfeiern, Sondervorstellungen und kulturelle Veranstaltungen statt.

## Niedergang und Schließung
Mit der zunehmenden Verbreitung des Fernsehens in den 1960er-Jahren begann der Niedergang vieler Kinos in Deutschland. Auch das Ritz Kino hatte mit rückläufigen Besucherzahlen zu kämpfen. Trotz verschiedener Bemühungen, das Kino attraktiver zu gestalten, konnte der Abwärtstrend nicht gestoppt werden. Im September 1971 wurde es schließlich geschlossen.
Kurze Zeit später, im Februar 1972, wurde das Gebäude abgerissen. Das Gelände wurde neu bebaut.